# Nottingham Challenger 2024
Il Nottingham Challenger 2024, conosciuto anche come Lexus Nottingham Challenger 2024 per motivi di sponsorizzazione, è stato un torneo maschile tennis professionistico. È stata la 1ª edizione del torneo, facente parte della categoria Challenger 75 nell'ambito dell'ATP Challenger Tour 2024, con un montepremi di 73 000 €. Si è giocato dal 5 all'11 febbraio 2024 sui campi in cemento indoor di Nottingham, nel Regno Unito.

## Partecipanti

### Teste di serie
| Nazionalità | Giocatore           | Ranking* | Testa di serie |
| ----------- | ------------------- | -------- | -------------- |
| Regno Unito | Jan Choinski        | 157      | 1              |
| Francia     | Antoine Escoffier   | 172      | 2              |
| Rep. Ceca   | Zdeněk Kolář        | 180      | 3              |
| Giordania   | Abedallah Shelbayh  | 181      | 4              |
| Svizzera    | Alexander Ritschard | 183      | 5              |
| Regno Unito | Ryan Peniston       | 186      | 6              |
| Belgio      | Joris De Loore      | 192      | 7              |
| Regno Unito | Billy Harris        | 195      | 8              |

* Ranking al 29 gennaio 2024.

### Altri partecipanti
I seguenti giocatori hanno ricevuto una wild card per il tabellone principale:
- Kyle Edmund
- Paul Jubb
- Henry Searle

Il seguente giocatore è entrato in tabellone con il ranking protetto:
- Filip Krajinović

I seguenti giocatori sono entrati in tabellone come alternate:
- Lorenzo Giustino
- Tristan Lamasine

I seguenti giocatori sono passati dalle qualificazioni:
- Marvin Möller
- Filip Peliwo
- Rémy Bertola
- Charles Broom
- Alastair Gray
- Hamish Stewart

## Punti e montepremi
| Torneo    | Torneo              | V     | F     | SF    | QF    | 2T    | 1T  | Q | Q2  | Q1  |
| Singolare | Punti               | 75    | 44    | 22    | 12    | 6     | 0   | 4 | 2   | 0   |
| Singolare | Premi in denaro (€) | 9,880 | 5,820 | 3,450 | 2,000 | 1,165 | 720 | – | 360 | 185 |
| Doppio    | Punti               | 75    | 44    | 22    | 12    | –     | 0   | – | –   | –   |
| Doppio    | Premi in denaro (€) | 4,250 | 2,450 | 1,480 | 880   | –     | 500 | – | –   | –   |

## Campioni

### Singolare
Giovanni Mpetshi Perricard ha sconfitto in finale  Matteo Martineau con il punteggio di 7–6(2), 6–4.

### Doppio
Petr Nouza /  Patrik Rikl hanno sconfitto in finale  Antoine Escoffier /  Joshua Paris con il punteggio di 6–3, 7–6(3).